# Duncan Town Airport
Duncan Town Airport är en flygplats i Bahamas. Den ligger i den sydöstra delen av landet, 400 km sydost om huvudstaden Nassau. Duncan Town Airport ligger 5 meter över havet. Den ligger på ön Ragged Island.
Terrängen runt Duncan Town Airport är mycket platt. Trakten är glest befolkad. 